# Bergeronnette à longue queue
Motacilla clara
Espèce
Statut de conservation UICN

 LC  : Préoccupation mineure
La Bergeronnette à longue queue (Motacilla clara) est une espèce d'oiseau africaine de la famille des Motacillidae.

## Description, et éléments d'écologie
M. clara mesure un peu moins de 20 centimètres de long à l'âge adulte pour une vingtaine de grammes,.
M. clara ressemble assez à Motacilla aguimp. Il existe quand même plusieurs différences : ses zones foncées soient moins prononcées : elle est davantage grisâtre que noire, elle n’est pas de tâche nucale blanche, et sa bande pectorale noire est plus étroite, parfois non reliée à la zone foncée des épaules et du dos,. 
La bergeronnette à longue queue a un répertoire musicale riche et émet des phrases courtes mais régulièrement répétées : ti-tuu-ui-tui-tui , tsrrrrup, tsrrrrup, tsrrrrup…, ou des appels forts et métalliques comme des chirrup ou chizzik,.

## Alimentation
Elle se nourrit surtout de mouches (chironomidés, empidés et simulidés).

## Habitat et répartition

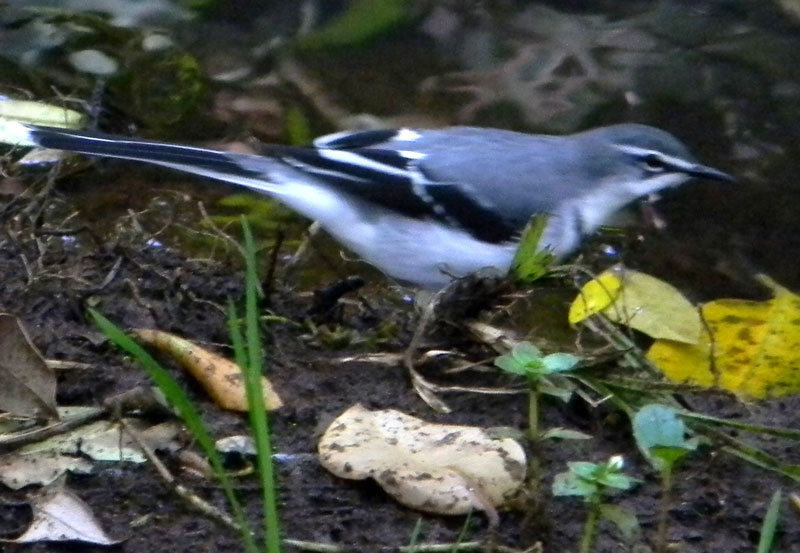

Elle vit de manière disparate en Afrique subsaharienne,,,,. En effet elle est surtout connue entre la Guinée et le Ghana, du Nigéria à l’Angola en passant par la RDC et surtout en Afrique de l’Est, de l’Afrique du Sud à l’Ethiopie. Elle est souvent observée dans des zones de ruissellement et montagneuses. Elle apprécie fortement les zones humides, et les cours d'eau à fort courant.

## Statut de Conservation
L'espèce est considérée comme de préoccupation mineure en 2021 par l'UICN. Il n'en reste pas moins qu'il n'existe pas énormément d'informations sur la dynamique populationnelle globale de cette espèce.